# Federigo Pedulli
Federigo Pedulli, né le 15 février 1860 à Brisighella, et mort après 1938, est un peintre italien, principalement d'aquarelle vedute de scènes extérieures et intérieures.

## Biographie
Federigo Pedulli naît le 15 février 1860 à Brisighella.
Il commence ses études à l'Académie des Beaux-Arts de Ravenne sous Moradei, mais s'est ensuite dirigé vers l'Académie des Beaux-Arts de Florence. Parmi un sujet qu'il a souvent répété a été l'intérieur du chœur de l'église de Santa Maria Novella à Florence. Il a également peint à plusieurs reprises la cour du Palais Vecchio, du Bargello, et les cages d'escalier de ces palais. Parmi d'autres travaux, sont un intérieur de Santa Croce; le cloître de l'église de San Marco, l'intérieur de l'église de l'Annunziata et de Santa Maria Novella. Pedulli a également réalisé divers portraits, paysages et fresques décoratives.